# ララントゥカ
ララントゥカ（インドネシア語: Larantuka）は、インドネシア、東ヌサ・トゥンガラ州、フローレス島の東端の町。東フローレス県県都。ナギの土地 （Tanah Nagi）とも呼ばれている。ポルトガルの影響を強く受けたカトリックとともに栄えた町である。復活祭で有名である。州都クパンやレンバータ島などと船便があり、近郊のイレ・マンディリ郡にゲワヤンタナ空港（LKA）もあるが、就航路線はクパン線のみ。

## 歴史
オランダとポルトガルがソロール島攻防戦を繰り広げ、1636年にポルトガルは拠点をソロール島よりララントゥカに移し、1661年平和条約が締結しフローレス島東部はポルトガル領となった。1859年リスボン条約により、ポルトガルはフローレス島東部、ソロール島、アドナラ島をオランダへ売却して、パンター島、オロール島の主権も放棄し、ララントゥカを去っていった。
座標: 南緯8度20分40秒 東経122度58分55秒 / 南緯8.34444度 東経122.98194度